# Karl-Heinz Böhle
Karl-Heinz Böhle (* 4. August 1925 in Gotha; † 12. November 2012 in Burkau) war ein deutscher Bildhauer und Fotograf. Er wird zu den wichtigsten Bildjournalisten der DDR gerechnet.

## Leben
Nach dem Schulbesuch nahm er eine kaufmännische Lehre auf und wurde als Soldat zur Teilnahme am Zweiten Weltkrieg eingezogen. Nach der Freilassung aus der französischen Kriegsgefangenschaft arbeitete Böhle zunächst bei der Handelsorganisation (HO) in der sowjetischen Besatzungszone.
In seiner Freizeit beschäftigte er sich als Amateurfotograf. Erste eigene Aufnahmen erschienen zunächst in einigen Tageszeitungen in Thüringen, bei denen er daraufhin freier Mitarbeiter wurde. 1956 erhielt er eine Festanstellung als Bild- und Textredakteur im Verlag Zeit im Bild in Dresden. Dort entwickelte er sich zu einem der führenden Fotografen des Verlags.
1969 nahm er an der Hochschule für Grafik und Buchkunst Leipzig ein Fernstudium im Fach Fotografieren auf, das er 1972 mit Diplom abschloss.
Am 4. August 1985 erhielt er anlässlich seines 60. Geburtstages als Vorsitzender des Bezirksvorstandes Dresden der Gesellschaft für Fotografie der Ehrenpreis für Fotografie des Kulturbundes der DDR.

## Werke (Auswahl)
- (mit Hans-Jürgen Steinmann): Quedlinburg. Leipzig 1988.